# Crepidohamma variatincta
Crepidohamma variatincta är en tvåvingeart som beskrevs av Forrest och Wheeler 2002. Crepidohamma variatincta ingår i släktet Crepidohamma och familjen smalvingeflugor. Inga underarter finns listade i Catalogue of Life.